# Diocesi di Maraguia
La diocesi di Maraguia (in latino Dioecesis Maraguiensis) è una sede soppressa e sede titolare della Chiesa cattolica.

## Storia
Maraguia, forse identificabile con le rovine di Ksar-Margui nell'odierna Tunisia, è un'antica sede episcopale della provincia romana di Bizacena.
Unico vescovo conosciuto di questa diocesi africana è Bonifacio, il cui nome figura al 74º posto nella lista dei vescovi della Bizacena convocati a Cartagine dal re vandalo Unerico nel 484; Bonifacio, come tutti gli altri vescovi cattolici africani, fu condannato all'esilio.
Dal 1933 Maraguia è annoverata tra le sedi vescovili titolari della Chiesa cattolica; dal 27 settembre 2023 il vescovo titolare è Zenildo Lima da Silva, vescovo ausiliare di Manaus.

## Cronotassi

### Vescovi
- Bonifacio † (menzionato nel 484)

### Vescovi titolari
- Joseph Anthony O'Sullivan † (14 dicembre 1966 - 23 novembre 1970 dimesso)
- Joseph Robert Crowley † (16 giugno 1971 - 4 febbraio 2003 deceduto)
- Ulrich Neymeyr (20 febbraio 2003 - 19 settembre 2014 nominato vescovo di Erfurt)
- Moises Magpantay Cuevas (19 marzo 2020 - 29 giugno 2023 nominato vicario apostolico di Calapan)
- Zenildo Lima da Silva, dal 27 settembre 2023